# Dasypogoninae
Dasypogoninae là một phân họ ruồi thuộc họ Asilidae.

## Phân loài
Các chi trong phân họ Dasypogoninae:
- Tông Damalini:
  - Bromleyus
  - Haplopogon
  - Holcocephala
  - Orrhodops
- Tông Dasypogonini:
  - Comantella
  - Cophura
  - Diogmites
  - Hodophylax
  - Lestomyia
  - Nicocles
  - Omninablautus
  - Parataracticus
  - Saropogon
  - Taracticus
- Tông Dioctriini:
  - Bohartia
  - Dicolonus
  - Dioctria
  - Echthodopa
  - Eudioctria
  - Metadioctria
- Tông Isopogonini:
  - Leptarthrus
- Tông Laphystiini:
  - Laphystia
  - Perasis
  - Psilocurus
  - Zabrops
- Tông Stenopogonini:
  - Ablautus
  - Backomyia
  - Callinicus
  - Ceraturgus
  - Coleomyia
  - Cyrtopogon
  - Dicranus
  - Eucyrtopogon
  - Heteropogon
  - Holopogon
  - Itolia
  - Metapogon
  - Microstylum
  - Nannocyrtopogon
  - Ospriocerus
  - Scleropogon
  - Stenopogon
  - Wilcoxia
- Tông Stichopogonini:
  - Lasiopogon
  - Stichopogon
  - Townsendia
  - Willistonina

## Hình ảnh

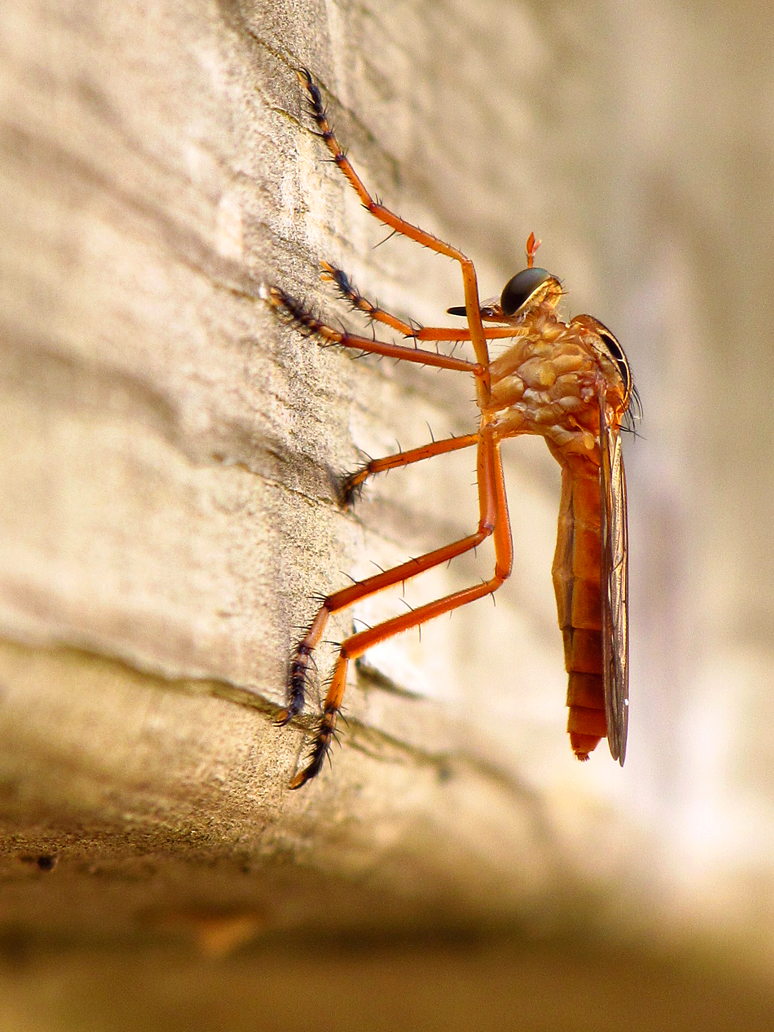
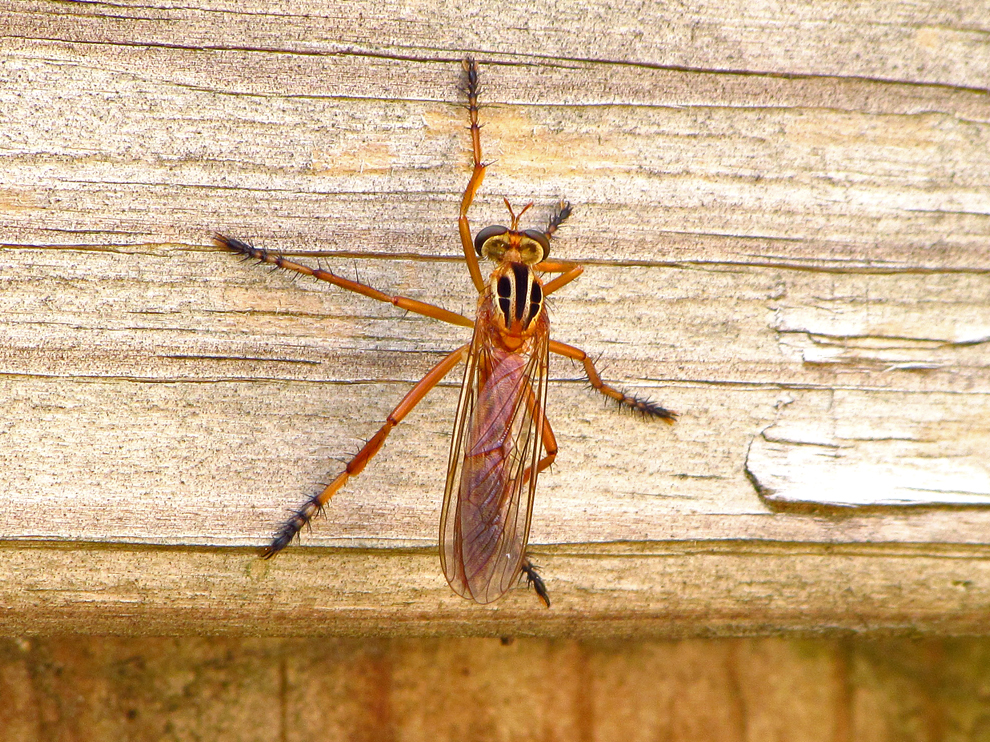